# ウィリアム・シャーリー
ウィリアム・シャーリー（William Shirley、1694年12月2日－1771年3月24日）は、マサチューセッツ湾直轄植民地の総督を務めた、イギリス領アメリカ植民地の行政官である。また、1760年代にはバハマの総督にも就任した。ジョージ王戦争時にニューイングランドの民兵隊を召集して、軍事遠征計画の経験を得た。1745年のルイブールの戦いは、彼の名を一躍高からしめた。また、フレンチ・インディアン戦争でも軍事面で主要な役割を果たし、短期間ながら北アメリカ植民地部隊の総指揮官の任務に就いた。
シャーリーはマサチューセッツを取り巻くアメリカ植民地と本国の間の困難な問題を巧みにさばき、マサチューセッツの総督としては最長の任期を務めた。サー・ウィリアム・ジョンソンとの軍事関係のあつれきや、彼の後任のトマス・パウエルの政治的策略により、最終的に解任され、晩年はバハマの総督として赴任し、その後マサチューセッツに戻って死去した。

## 総督就任まで

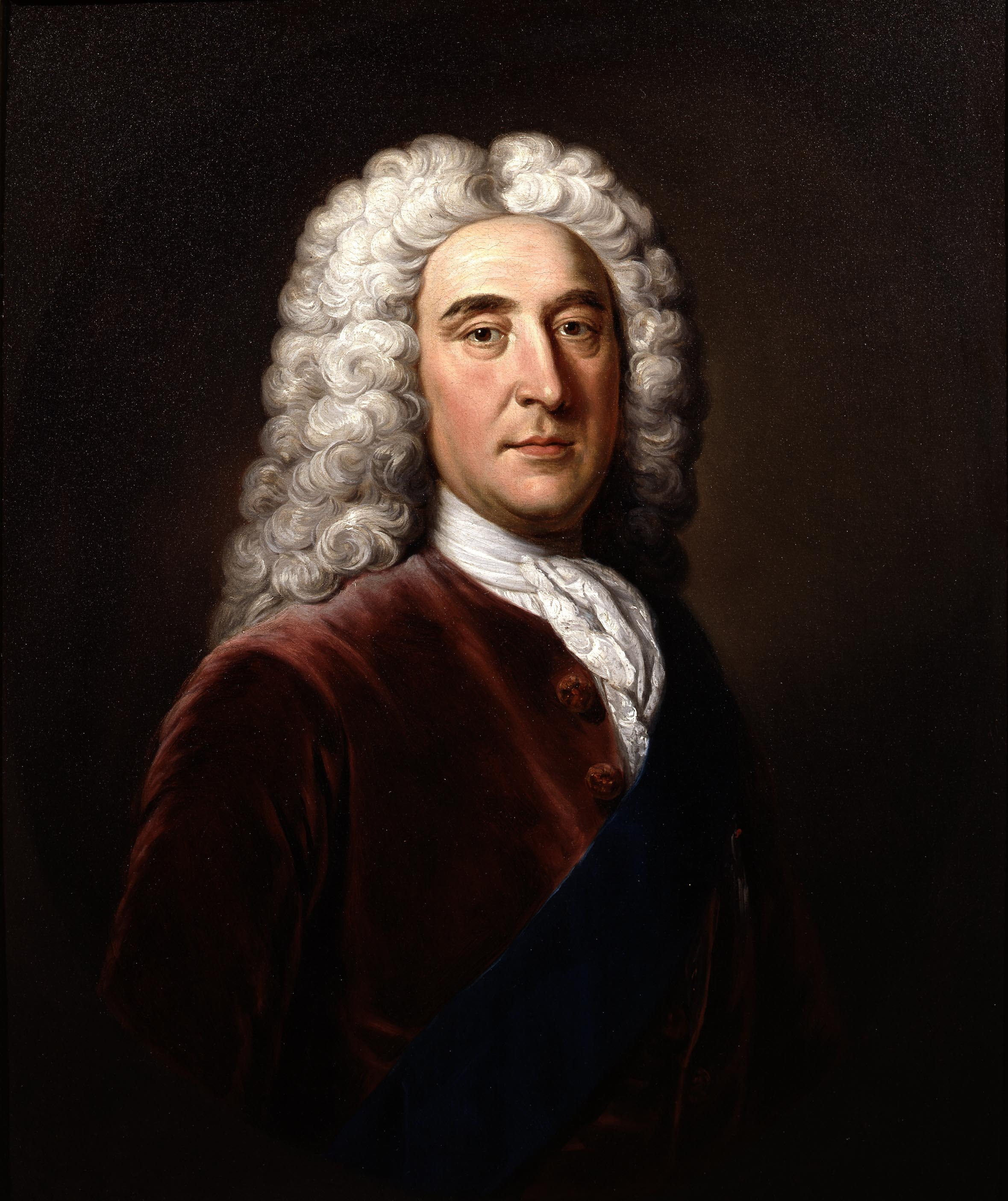
ニューカッスル公爵トマス・ペラム＝ホルズ

ウィリアム・シャーリーは、父ウィリアムと母エリザベス・ゴッドマンの息子として、1694年12月2日に、イングランド王国のイーストサセックスにある、プレストンマナーで誕生した。ケンブリッジ大学のペンブルック・カレッジで学び、その後ロンドンのインナー・テンプルで法曹の仕事に携わった。1717年に祖父が亡くなり、オートホール（Ote Hall）と共に相続したいくつかの基金で、ロンドンでの書記の職を購入した。同じころフランシス・ベイカーと結婚し、多くの子供が生まれた。1720年には法廷弁護士としてのでの訓練を受けた 。シャーリーが相続した遺産の額は、かなりのものであったが（約1万ポンド）、ぜいたくな生活を送ったため、1721年の不景気では蓄えが底をついた。8人の子を持つ大家族でもあり、シャーリーは、北アメリカの植民地に職を得る必要に迫られた。結婚によって、トマス・ペラム＝ホールズと縁故関係になっており、このペラム＝ホルズがシャーリーのその後の生活を後押ししてくれた。ペラム＝ホルズその他による紹介状を武器に、1731年にシャーリーはボストンに着いた。
ボストン到着直後に就いた仕事は、検査官の仕事と、ニューイングランドでの勅選弁護士の仕事だった。1741年には、マサチューセッツとロードアイランドの境界論争に関わる委員の職に就いた。この時期は、議論好きの総督ジョナサン・ベルシャーの任期の終盤で、シャーリーはベルシャーの後任となることを企み、推薦してもらえるよう、ベルシャーの反対派と組んで目的を達成した。シャーリーの代理として、イギリスで働く妻の助けを得て、1741年、ニューイングランド勢力の反ベルシャー派は、ベルシャーの解任と、シャーリーの総督就任とに組織的に動いた。総督としての始めの仕事である、議会で審議中の経済政策に影響力を持つことと、周囲を説得して自分への本俸を承諾させることとは、いずれも失敗に終わった。

## ルイブールへの道

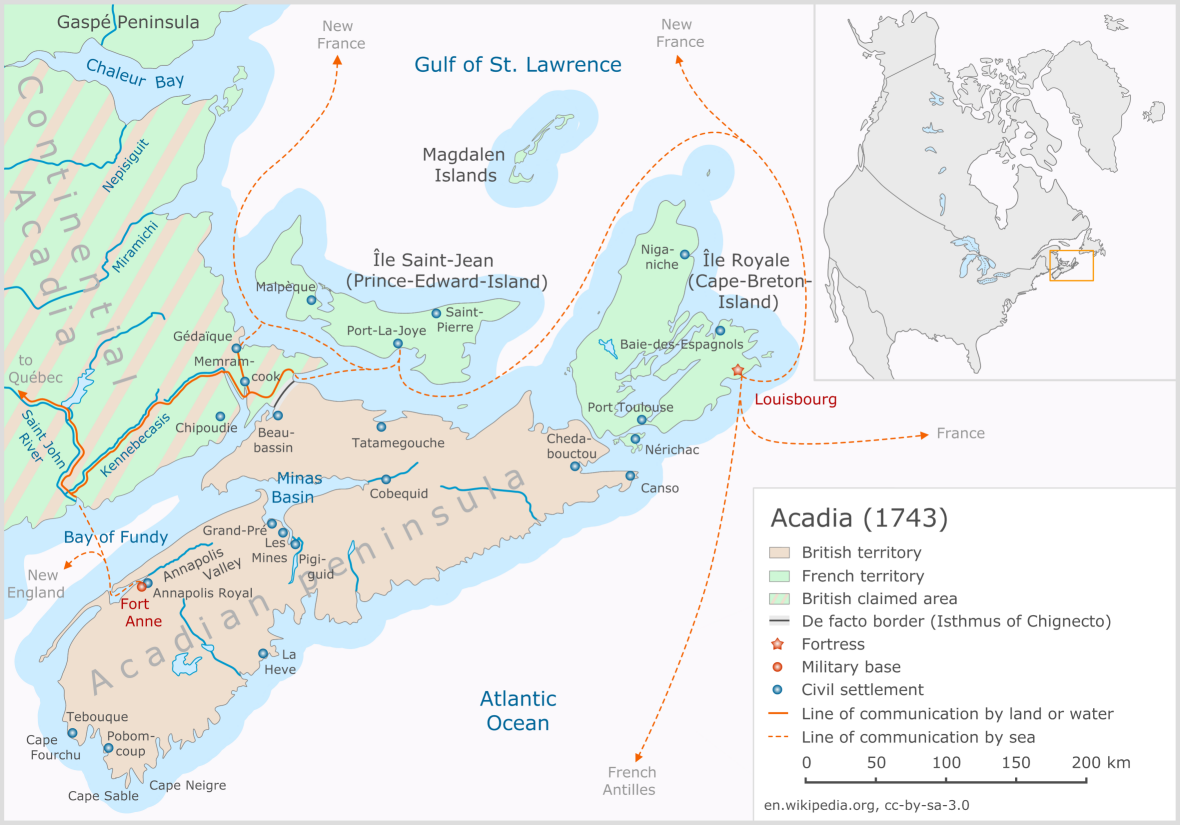
1743年当時のアカディアの地図。ピンク色のイギリス領ノバスコシアの左端にカンゾ、その右上の薄緑色の部分が、当時はフランス領で、ルイブールの要塞が置かれていたケープ・ブレトン島

イギリスはアン女王戦争でフランスからアカディアを奪ったが、ユトレヒト条約ではケープ・ブレトン島はフランス領のままで、ヌーベルフランスと大西洋岸のイギリス領植民地の境界線もはっきり定められてはいなかった。ヌーベルフランスの中心地に注ぎ込む、セントローレンス川という生命線を守るために、フランスはケープブレトン島のルイブールに強固な砦をきずいた。
ジェンキンスの耳の戦争に端を発した戦争で、1740年代の初期にイギリスはスペインと交戦したが、当初はフランスとは交戦状態になかった。1744年、フランスはイギリスに宣戦布告し、フランス軍が、ノバスコシア（イギリス領アカディア）本土北端の、イギリスの漁港であるカンゾを襲撃した。カンゾの入植者は、すでに英仏が戦闘状態にあることに気付いていなかった。
フランスの私掠船はすぐさま、イギリスと植民地の船の略奪を始めた。ニューイングランド植民地は、自分たちの警護艦と私掠船とで、フランス船を撃退することに成功した。カンゾで捕虜となり、ルイブールに投獄されていたジョン・ブラッドストリートが、捕虜交換でニューイングランドに戻ってきて、シャーリーに報告書を送り、その中でルイブール砦の惰弱さを強調した。また、メインで複数の事業を手掛けていたウィリアム・ヴォーンがニューイングランドに来て、ルイブール攻略のための遠征を提唱した。この時メインはヌーベルフランスからの攻撃に悩まされていた。総督シャーリーと、ニューイングランド、ニューヨークの指導的立場にある行政官は、遠征のための物資や兵員のほとんどを本国イギリスに期待した。ヴォーンとブラッドストリートは、植民地の総戦力でルイブールを攻撃したがっていたが、シャーリーは、この計画が現実的であるかどうか疑っていた。しかし、1745年の1月にマサチューセッツ高等裁判所にこの案を提出したところ、裁判所は案を支持する方向に回ったが、ルイブール攻撃の費用は、イギリス本国が請け負うべきであるとし、本国にこれを強く要請した。
ウィリアム・ヴォーンは、植民地の兵だけで迅速に行動を起こすよう提唱しており、漁船の船長や商人といった、ボストンの200人の「主だったジェントルマン」（principal gentlemen）の名をリストアップした。シャーリーは高等裁判所に再度この件の審議に入らせ、ヴォーンの提案は、ウィリアム・ペッパーレルを委員長とする委員会に提出された。この委員会は遠征計画を好意的に報告し、反対派が数名欠席する中、一票差で承諾された。
ペッパーレルはシャーリーから遠征軍の指揮官をまかされ、不承不承ながらそれを引き受けた。ヴォーンは大佐に任命されたが、作戦面での命令を出す者がおらず、ジョン・ブラッドストリートがペッパーレルの軍事顧問となった。シャーリーは、イギリス海軍の西インド諸島部隊の代将、ピーター・ウォーレンに支援を依頼したが、ウォーレンは、艦隊の艦長たちが任務の遂行に四苦八苦していたため、丁寧に辞退した。。イギリス海軍の支援がなかったにもかかわらず、ニューイングランドの遠征隊は1745年3月、ルイブールに向けて出発した。90隻を超える輸送艦（その多くは漁船または石炭の輸送船だった）に4000人以上の兵士を分乗させ、12隻の植民地の護衛艦と共にカンゾを襲い、ガバラス湾の氷が消えてしまうまでそこで待機した。このカンゾはルイブールの近くにあり、部隊を上陸させる場所として選ばれた。遠征軍はウォーレン指揮下の4隻のイギリス艦隊と合流し、4月22日にルイブールへ向けて発った。シャーリーは、ルイブール遠征の支援を探していて、ニューカッスル公爵ペラム＝ホルズとも連絡を取り、ニューカッスル公は、ニューイングランドの遠征軍を支持すべく、部隊を融通するようにとの命令をウォーレンに下したのだった。

## ルイブールの戦い

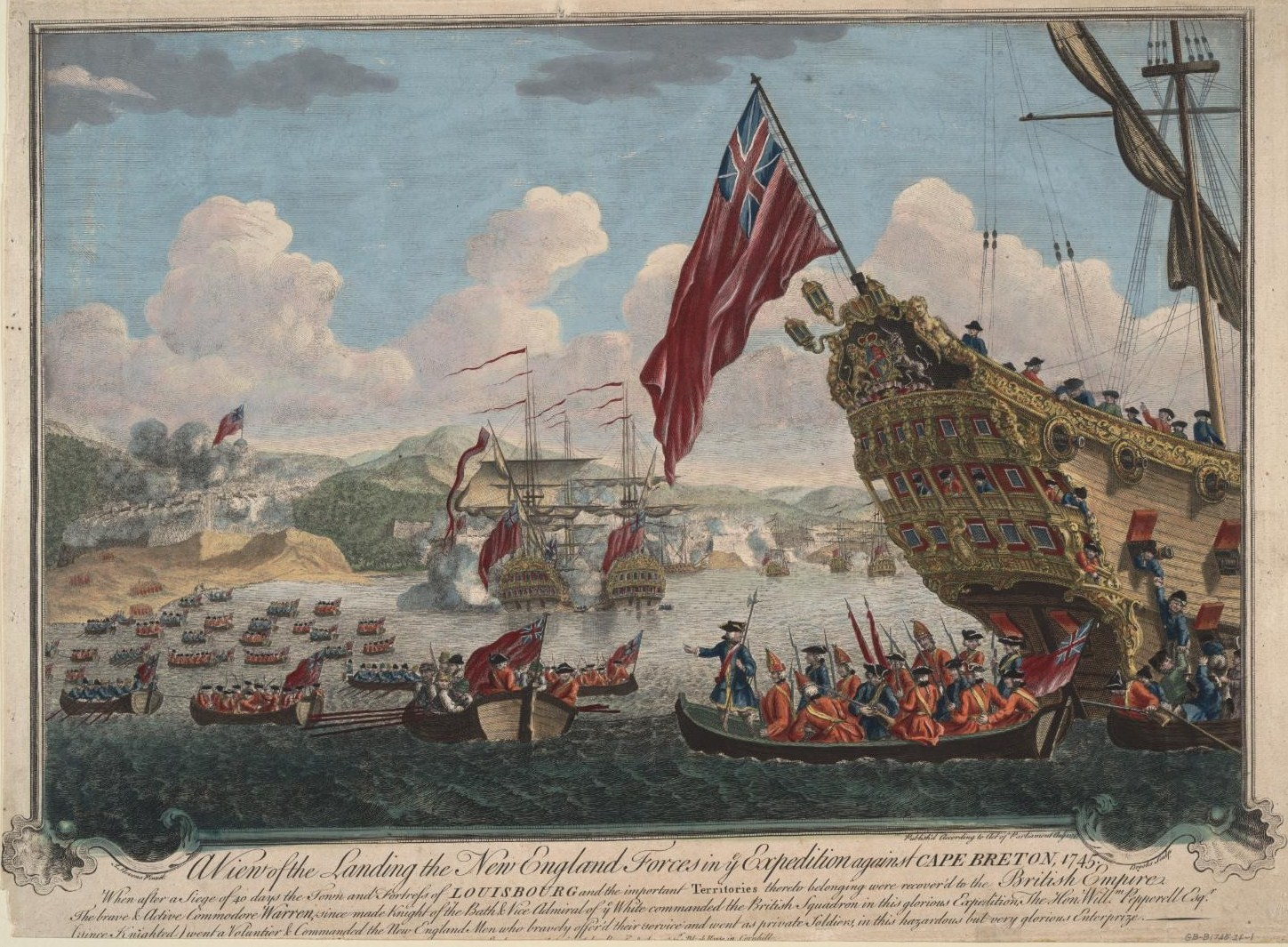
ルイブールに上陸するニューイングランド軍

ニューイングランドの4000人以上の部隊は4月30日（ユリウス暦、グレゴリオ暦では5月11日）にケープ・ブレトン島に上陸し、砦の包囲戦を始めた。その間港はイギリス艦隊により封鎖された。ニューイングランド軍は戦闘で敗北を喫するようになり、一方で、アメリカの軍に低い評価を下していたイギリス海軍の士官たちは、ニューイングランドの苦戦にますます批判的になって行った。ウォーレンはニューイングランド軍を制御しようとしたが、ペッパーレルはこれに反抗した 。6月17日、ルイブールは陥落し、ニューイングランド軍の戦死者、病死した者、あるいは包囲中に海で死んだ者は180人だった。またイギリス海軍は一度も砦に向かって砲撃をせずに終わり、犠牲者も水兵が一人だけだった。ルイブールを占拠したのがニューイングランド軍であったため、アメリカとイギリスの摩擦が大きくなって行った。フランスの降伏条件は、持てるものを持って行っていいとの許可が下り、このためニューイングランド軍には何も戦利品がなかった。他方でイギリス海軍は何隻かのフランスの船を拿捕し、上陸許可を得たイギリスの水兵たちは、分配された戦利品で、懐が豊かであることをニューイングランド軍に自慢した。
ニューイングランド軍はルイブール攻略のための契約であり、兵士たちは、戦いが終わると帰国できるものと思っていた。イギリス本国の政府は、ニューイングランド軍が自力で攻略できるわけがないと信じていたため、砦の駐在部隊を送ることを考えていなかった。次の冬が終わるまで、交代のイギリス軍が来ないのが明らかになり、シャーリーはルイブールまで出かけて部隊を安心させた。彼の最初の演説はなんら功を奏せず、一部の部隊はほとんど暴動状態だった 。2度目の演説で、シャーリーは他の部隊もすぐに送ること、そして兵士の報酬を引き上げ、春まで駐屯する兵士たちに、今までよりもいい物資を送ると約束した。イギリス本国から与えられた栄誉はさほどのものではなかった。ペッパーレルは準男爵となり、またシャーリーと共にイギリス陸軍の大佐に就任して、連隊を指揮する権利を与えられた。そしてウォーレンは海軍少将に昇進した。

### 1746年の作戦
1746年、ニューイングランドの部隊がやっとルイブールから帰国できることになったため、イギリス政府はその年にカナダに攻撃を仕掛けることにした。しかし、攻撃が行われたとされるその後まで、アメリカ植民地の士官にはこの攻撃計画については知らされなかった。8000人近い植民地の部隊が即座に召集されたが、その年の暮れになって、植民地の住民は、この攻撃の中断が決定されたことを知った。

## 強制徴募騒ぎと総督への反発

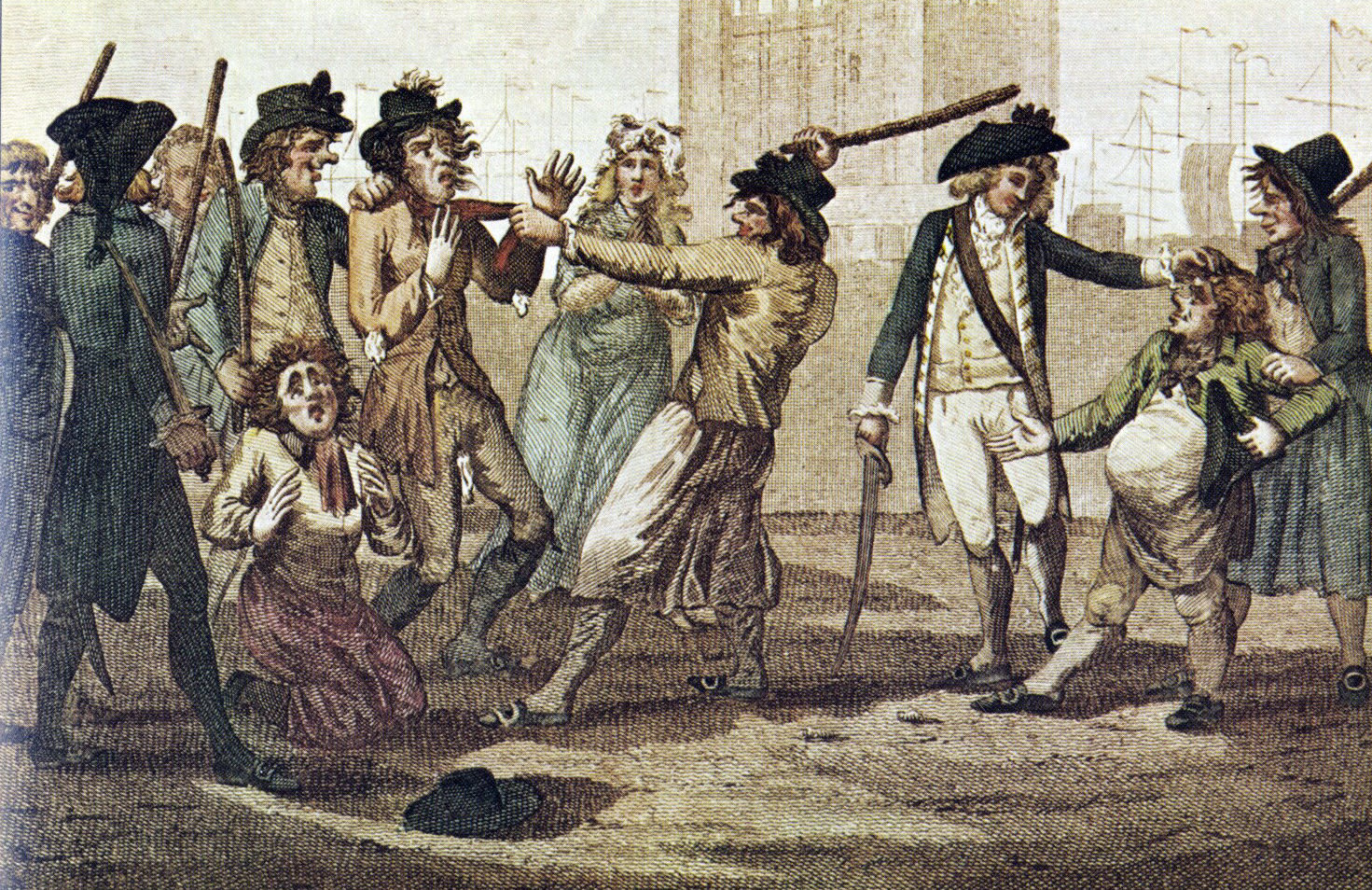
徴募隊（プレス・ギャング）による18世紀イギリスの強制徴募

シャーリーがルイブールに滞在していた頃、イギリス海軍とボストンの住民との間でごたごたが起こっていた。イギリス海軍は長きにわたって、艦隊の任務に無理やり入植者をつかせようとしていた。この強制徴募はイギリスでは長い間の習慣であったが、アメリカでのこの方法の適用は、入植者から反発された。1702年に、キャッスル島のウィリアム砦から、イギリス軍艦スウィフトに砲撃が加えられたことがあった。スウィフトが強制徴募したばかりの男6人を連れて、ボストン港を出港したからだった。植民地側の不満の結果（この不満を強めたのはイギリス商人だった）、1708年にイギリス議会はアメリカ植民地での強制徴募を禁じた。イギリス海軍は、アメリカで強制徴募免除が施行されたのは、アン女王戦争の間だけだったと主張し、海軍の艦長たちは、実際に、アメリカ植民地の総督たちに強制徴募の免許を適用せざるを得なくなった。1745年の11月の末、徴募隊と、ボストンの下宿屋に起居していた数人の水兵との間でけんかが起こり、水兵のうち2人が致命傷を負った。徴募隊のうち2人は殺人で告発され、有罪判決を受けた。しかし起訴は無効とされて釈放された。
その2年後、イギリス海軍代将で、攻略後のルイブールの総督を務めているサー・チャールズ・ノウルズが、自らの部隊の任務のために、多くの強制徴募した水夫を乗せてボストン港を発った。300人の暴徒と化した一団が3人の海軍士官と士官代理を取り囲み、士官代理を殴った。彼らはその後シャーリーの家に行き、ノウルズに徴募された者たちの釈放を要求した。シャーリーは民兵を召集しようとしたが、誰も応じようとしなかった。シャーリーはこの海軍士官を家に入れることにどうにか成功し、結局暴徒は去って行った。その同じ日、シャーリーは州会議事堂へ向かった、暴徒は今度は数千人規模となっており、タウンハウスを攻撃し、建物の窓の多くを壊した。シャーリーは暴徒たちに話しかけ、彼らの要求をノウルズに伝えると約束した。暴徒たちは、イギリス軍の艦を見つけて焼くためにその場を去って行った。
その日の午後、シャーリーが家に戻ると、暴徒たちが、自宅に向かっていた別の海軍士官と数人の下士官を取り巻いていた。シャーリーは自分の家を守っていた大勢の武装勢力に命令し、暴徒たちに銃を発射するよう命令したが、ウィリアム・ペッパーレルがそれを制止して、暴徒たちを説得して立ち去らせた。暴徒が立ち去るまでの間、ノウルズが、自分の部隊を使ってボストンを砲撃すると脅した。結局暴徒たちは人質を解放し、ノウルズも徴募した水夫を自由にした。

### 住民からの批判
シャーリーの総督としての人気は落ちて行った。サミュエル・アダムズが編集し、ガマリール・ロジャーズとダニエル・フォウルが出版した『ジ・インディペンデント・アドヴァタイザー』は、定期的にイギリス政府とシャーリーの行政を批判した。この新聞は、シャーリーが、イギリス政府の高官に送った、アメリカ植民地に批判的な内容を綴った手紙を載せ、何度もシャーリーの解任をせまった 。ボストンでも著名な医師であるウィリアム・ダグラスは、ロジャーズとファウルが出版を請け負った一連の冊子でシャーリー、代将のノウルズ、そしてルイブールの作戦と占拠の指揮を攻撃した。シャーリーとノウルズはダグラスを告訴したが、敗訴した。

## 補償金問題と通貨
アメリカ植民地にはもう一つの論争があった、それはルイブール遠征と、イギリス陸軍が駐在するまでのニューイングランド軍の駐在費用の、イギリス本国による填補だった。イギリス政府の、アメリカからの填補要求に対するイギリスの返事は時間がかかった。返答を待つ間、填補金をどう利用するかが新聞や冊子で論じられた。サミュエル・アダムズのように、その金をロンドンの銀行に預け、植民地の紙幣として戻ってくるように役立てたらいいという主張もあった。他に、ウィリアム・ダグラスやマサチューセッツ下院議長トマス・ハッチンソンが主張するように、その紙幣を兌換して、マサチューセッツに基軸通貨をもたらそうとする動きもあった。1748年、アーヘンの和約でルイブールの砦はフランスに返還された。イギリスは、大枚はたいたにもかかわらず、フランスにルイブールが戻されたことを植民地に黙認させるために、填補金の問題を保留し続けた。
その間シャーリーは、セントフレデリック砦（現在のニューヨーク州クラウンポイント）の攻略のため資金を調達しようとしており、このために多くの紙幣を刷った。この作戦は他の植民地が支援に失敗した時点で却下されたが、結果としてインフレーションを招き、これによって有名な商人であるサミュエル・ウォルドをはじめ、シャーリーの支援者たちが総督批判に回った。ルイブールがフランスに戻されたことで住民のシャーリーへの不満は高まり、シャーリーは、イギリスのアメリカ植民地への陰謀の共犯とみなされた。ウィリアム・ペッパーレルでさえシャーリー解任の大勢の住民側に与した。イギリス政府に向けられる不満から自分で身を守る必要を感じたシャーリーは、1749年9月にイギリスへ渡った。その後ほどなくして、長いこと保留されたままになっていた填補金がボストンに届いた。

## ボストンへの帰還とフレンチ・インディアン戦争

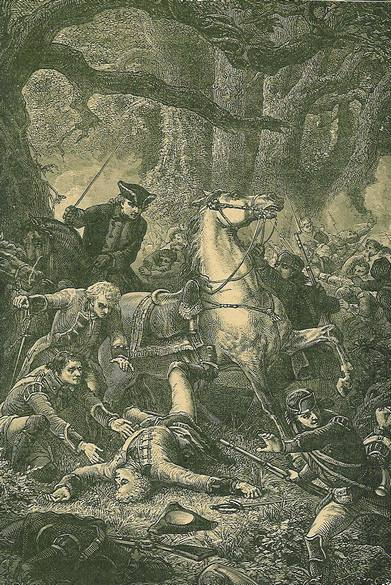
モノンガヘラの戦いでのブラドックの死

アメリカ植民地の批判を切り抜けた後、シャーリーは1750年にパリの和平会議に派遣された。この会議は英仏双方の強硬派が仕切っており、シャーリーは、ニューイングランドとヌーベルフランスの境界論争を決定することができず、1752年にロンドンに戻った。パリで、住んでいた家の大家の娘と結婚した。彼女は一部のシャーリーの子供たちよりも年下だった。シャーリーは新しい総督の職を探したものの、1753年にマサチューセッツに戻った。妻はイギリスに残して来た。マサチューセッツにおけるシャーリーへの反感は、彼がイギリスとパリにいる間に静まっていた。その後すぐシャーリーは、ヌーベルフランスとの境界で起こる紛争の増加に対応するために、メインへの遠征を計画した。1755年、エドワード・ブラドック将軍のもと2つの連隊がアメリカに派遣され、ブラドックはシャーリーを副指揮官に任命して、ナイアガラ砦の攻撃を命じ、一方ブラドックはデュケーヌ砦攻略に向かった。しかしシャーリーのこの作戦は失敗に終わった。このため任務を解かれ、反逆行為と無能力の責を問われるべく、イギリスへ戻った。
1755年7月13日にブラドックが戦死した、この時、シャーリーの息子のウィリアムもともに戦死している。シャーリーはマサチューセッツ総督に加えて、イギリス軍の臨時の指揮官でもあった。この時、彼の部隊は、アカディア人の追放でチャールズ・ローレンスの支援に回っていた。これは、1万2千人以上のアカディア人の、ノバスコシアからの強制退去であった。アカディア人を乗せた船の何隻かが、1755年12月の始めにボストンに入港したが、シャーリーは彼らに上陸させないように命じた。冬が過ぎ、3か月たった3月までアカディア人たちは船に乗せられたままで、寒さと栄養失調で半分が死んだ。

## 晩年
1758年の終わり、シャーリーはバハマの総督に任命された。これは1759年初めまでに着任しなければならず、この就任と同時に陸軍中将に昇進した。長い時間をかけて、バハマにたどり着いたのは12月31日のことで、その時彼の船は座礁して難破した。最終的にナッソーに無事に着き、当然のように力による政治を行った。（この着任については、新しい職の準備、指令、そのほかの書類や時間がかかった赴任などの遅れがあるため、いつシャーリーの統治が始まったかについてはかなりのばらつきがある）
バハマでの行政はのんびりしていた。総督が一番気を使うべき仕事は、島にいる密輸者への対処だった。一部の不法貿易と戦うために、本国政府に、ナッソーには自由貿易港が必要であると裏面工作をした。シャーリーはこの工作への影響力があったが、ナッソーでこれが受け入れられたのは彼が去ってからのことだった。彼はまた公邸の修復も指導した。また、USPGの基金による教会の建築も推進した。1765年に妻のフランシスが亡くなり、子供たちをイギリスに連れて行った。そうすることで、子供たちがそれ相当の扱いを受けられるからだった。シャーリーはバハマに戻って、その直前に制定された印紙条例への抗議に対処しなければならなかった。彼が地元の議会に、公式書類に印紙の使用を提案したところ、それに反対する反応があまりにもすさまじく、シャーリーはそのため議会を解散した。その次に議会が開かれたのは、印紙条例が廃止されてからだった。
シャーリーの健康は衰えて行き、結局、1767年11月に息子のトーマスが総督職を引き継ぐことになった。シャーリーはボストンに戻り、ロクスバリの昔住んだ家に居を定めて、娘とその夫と同居した。1771年の3月24日、シャーリーはそこで亡くなり、葬儀は国葬で行われて、ボストンのキングス・チャペルに埋葬された。
シャーリーは常に熱心な王党派だった。1755年の8月15日、ロンドンの高官に宛てた手紙で、アメリカの植民地が独立を宣言した場合、如何なる脅威でも至ってたやすく出し抜いてみせるとしている。
すべての戦闘では、強力な海軍がなければ独立といったものは維持できない。海軍はイギリスの力であり、アメリカ人には持たせない。国王陛下が7000の部隊をアメリカに、五大湖に配置され、その結果、6つの植民地とインディアンとが自由にそれを使える、これはいたって簡単に思える。総督や植民地の高官は、生き延びるために議員から距離を置く。一般的に彼らは用心深い、地位を奪われないようにするためである

## 家族と伝説

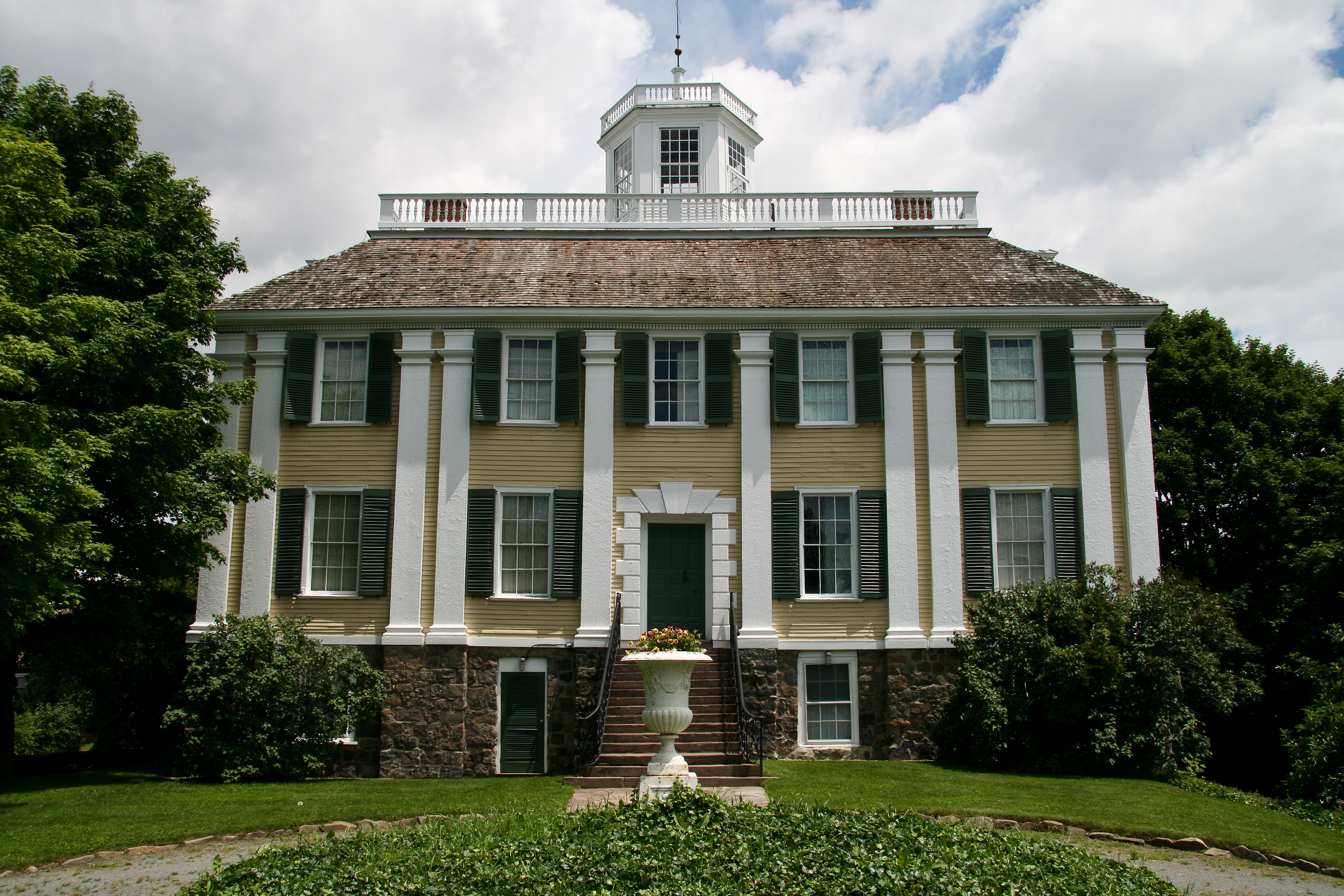
シャーリー・ユースティス・ハウス

息子のトーマスはイギリス陸軍少将となり、1786年に準男爵となって、バハマの後にドミニカとリーワード島の総督をつとめ、1800年に亡くなった。他の子供たち、ウィリアム・ジュニアは1755年に、エドワード・ブラドックの軍に従軍していて、モノンガヘラの戦いで戦死した。
1747年から1751年の間、シャーリーはロクスバリに家族のために家を建てた。これはシャーリー・ユースティス・ハウスと呼ばれており、1763年に、娘と娘婿エリアキム・ハッチンソンのためにそれを売った。この家は今もシャーリーストリートの33番地にある。大部分が修復されて、一般に公開されている。ユースティスとは、やはりこの家に住んだ、アメリカ合衆国マサチューセッツ州知事のウィリアム・ユースティスの名を取ったものである。
マサチューセッツ州のシャーリーは、シャーリーが総督の時に建てられた町である。マサチューセッツ州にあるシャーリーポイント（ポイント・シャーリー、かつてのシャーリーガット）も彼にちなんでいる。1753年、シャーリーはウィンスロップにタラの漁場を作るための援助もしたからである。また、ノバスコシアのハリファックスのシャーリーストリートにも名を残している、この通りはウィリアム・ペッパーレルにちなんでペッパーレルストリートとも呼ばれている）

## 著作
- Letter to the Duke of Newcastle, with a Journal of the Siege of Louisburg (1745)
- Conduct of Gen. William Shirley briefly stated (London, 1758)